# Třída Elbe (typ 404)
Třída Elbe (typ 404) je třída zásobovacích lodí německého námořnictva. Ve službě nahradily třídu Rhein (typ 401). Slouží především k zásobovací podpoře německých raketových člunů, ponorek, minolovek a korvet, kterým poskytují palivo, vodu, jídlo, munici a náhradní díly. Všech šest lodí třídy Elbe je stále v aktivní službě.

## Pozadí vzniku

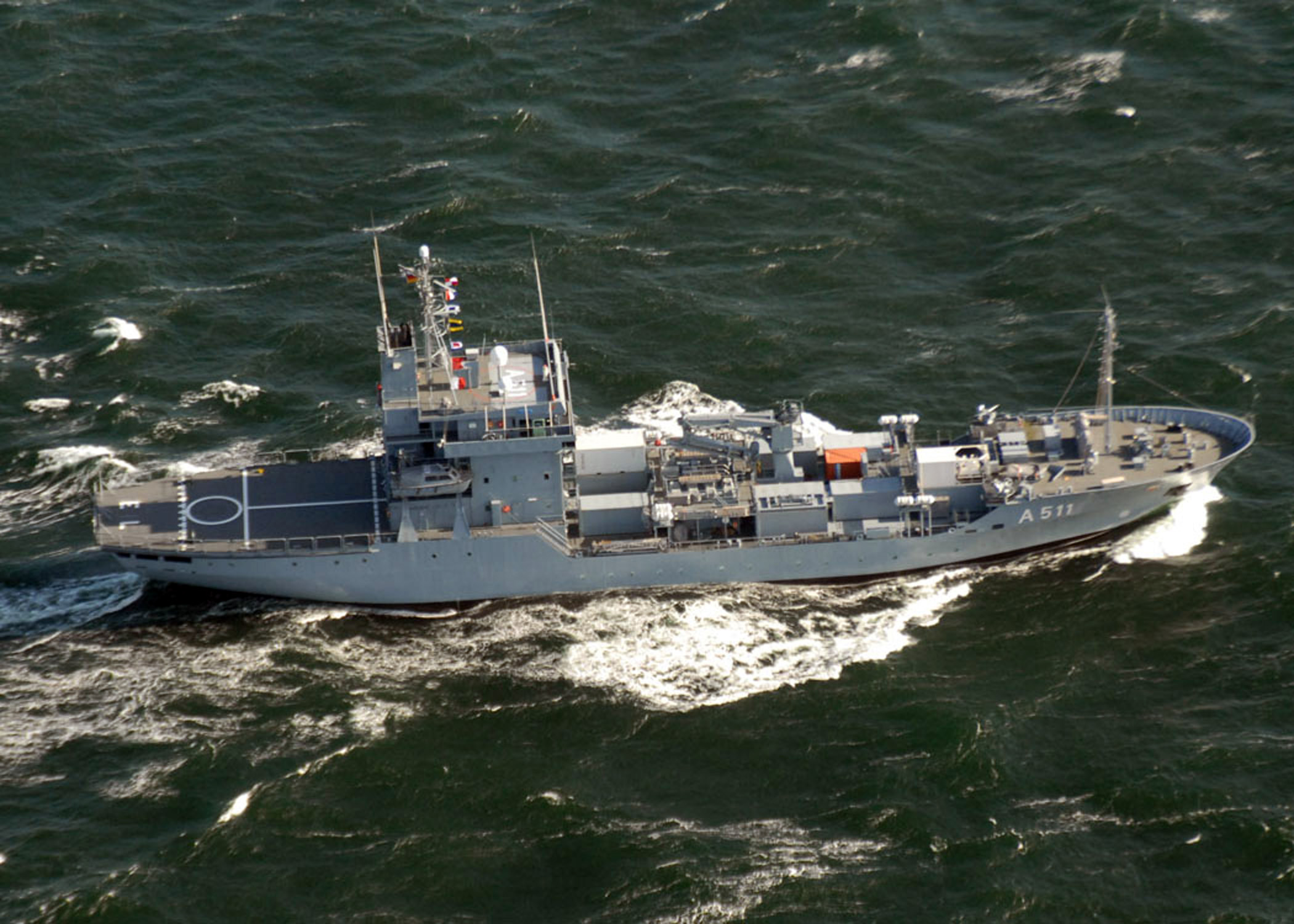
Celkový pohled na Elbe

Německá loděnice Bremer Vulkan postavila celkem šest jednotek této třídy. Do služby vstoupily v letech 1993–1994.
Jednotky třídy Elbe:
| Jméno        | Spuštěna | Dodání             | Status  |
| ------------ | -------- | ------------------ | ------- |
| Elbe (A511)  |          | 28. ledna 1993     | aktivní |
| Mosel (A512) |          | 1. července 1993   | aktivní |
| Rhein (A513) |          | 1. září 1993       | aktivní |
| Werra (A514) |          | 9. prosince 1993   | aktivní |
| Main (A515)  |          | 10. června 1994    | aktivní |
| Donau (A516) |          | 15. listopadu 1994 | aktivní |

## Konstrukce

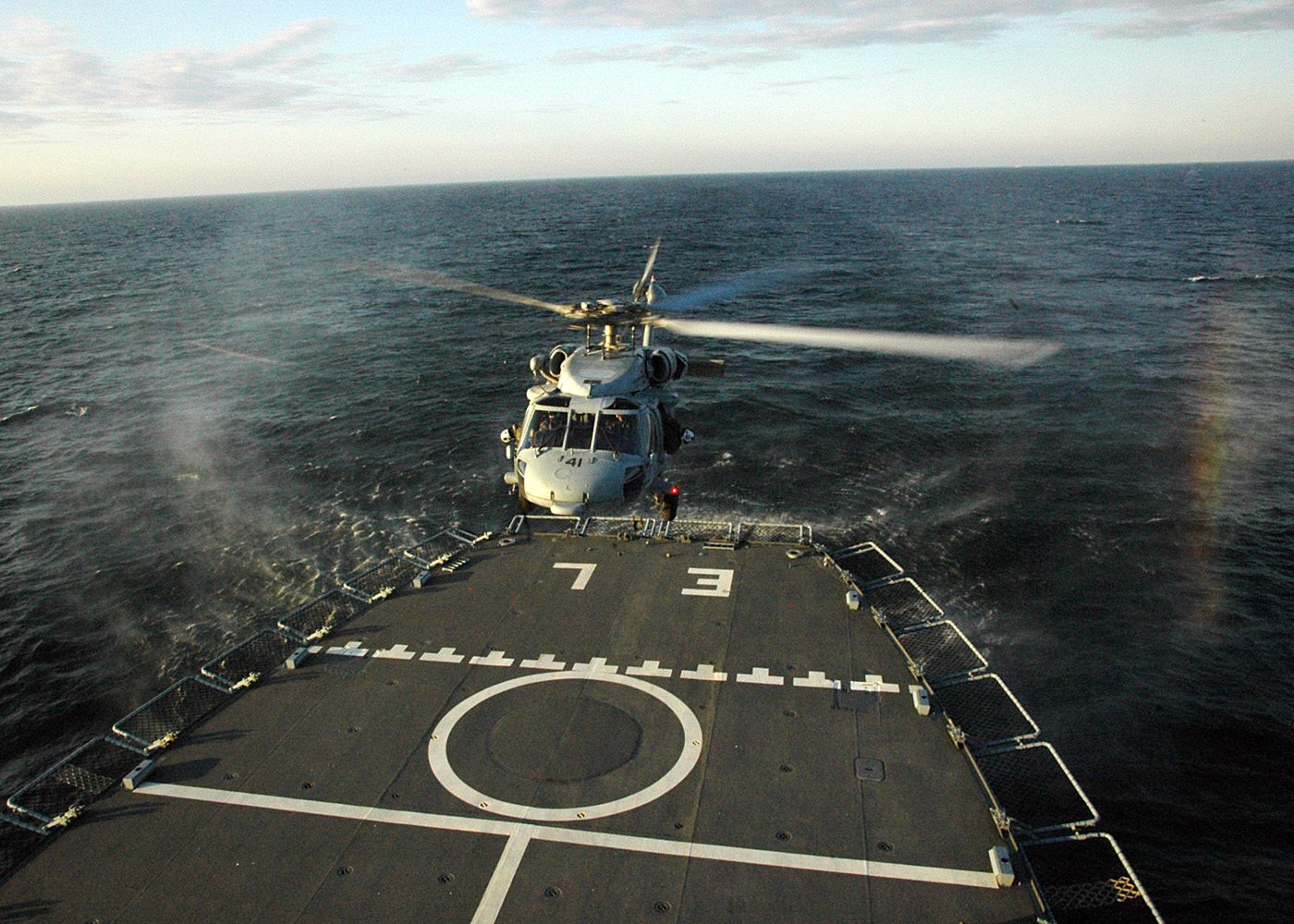
Vrtulník MH-60S Sea Hawk přistává na zádi pomocné lodě Elbe

Kapacitu plavidla představuje 700m³ nafty, 60m³ leteckého paliva, 280m³ pitné vody, 160 tun munice a 40 tun zásob. Na jejich palubu je možné umístit 24 standardních kontejnerů, se kterými manipuluje jedním velkým jeřábem. K vlastní obraně původně sloužily dva 20mm kanóny Rheinmetall Rh202 a dva protiletadlové raketové komplety Stinger. Původní kanóny byly později nahrazeny dálkově ovládanými 27mm kanóny Mauser MLG-27. Na zádi plavidla může přistávat jeden vrtulník, nenese však hangár k jeho uskladnění. Pohonný systém tvoří jeden diesel Deutz MWM 8V 12M 628 o výkonu 2485 kW. Lodní šroub je jeden. Nejvyšší rychlost dosahuje 15 uzlů.